# أسامة المسلم
أسامة المسلم (مواليد 5 مارس 1977) كاتب وروائي سعودي برز في كتابة الروايات من نوع الفانتازيا والفانتازيا التاريخية  بقصص وأحداث ذات طابع تشويقي وبسرد الأحداث على الطريقة السينمائية ذات الحوارات المتينة، ويسرد من خلالها الأحداث بشكل متقطع مع وضع أسماء فريدة وغريبة، وتتسم معظم رواياته بالنهايات غير المتوقعة. وقد تُرجمت بعضًا من رواياته للإنجليزية كرواية (خوف وبساتين عربستان والجزء الأول من لج) في الأجزاء الأولى، كما أن له رواية واحدة مشتركة مع الكاتب الكويتي «عبد الوهاب الرفاعي» بعنوان «مخطوطات مدفونة». وفاز بجائزة «الأدب» من مبادرة الجوائز الثقافية الوطنية في دورتها الرابعة 2024.
صدر له 32 رواية، وتعتبر أشهرها: "خوف" و"خوف 2"و"خوف3" والتي يجري العمل على تحويلها لمسلسل تلفزيوني سعودي مستوحى من الرواية  وسلسلة "بساتين عربستان"بست أجزاء، وسلسلة "لج ملحمة البحور السبعة" بخمس أجزاء، وسلسلة القصص القصيرة "صخب الخسيف" بثلاث أجزاء ، وجزء واحد من رواية "الدوائر الخمس" التابعة لسلسلة "بساتين عربتسان، ورواية "وهج البنفسج" بجزأين. ورواية مشتركة«مخطوطات مدفونة» بجزء واحد، ورواية " هذا ما حدث معي" بجزء واحد، وخماسية مكونة من خمس كتب ويمكن قرائتهم بأي ترتيب"أجيج" "أرض القرابين" "جحيم العابرين" "شبكة العنكبوت" "سعد الدباس" وروايات "الغيهب" "النداء" " الوليمة" "الانتهازي" "ليلة ماطرة".

## المولد والنشأة
ولد أسامة محمد المِسّلِم في 5 مارس 1977 في محافظة الأحساء، أكمل تعليمه الجامعي بجامعة الملك فيصل في الهفوف، ليتخصص في دراسة الأدب الإنجليزي، والذي ساعده فيما بعد على ترجمة بعضًا من أعماله الروائية بالإنجليزية.

## البداية المهنية والصعوبات
بدأ مجاله الروائي قارئاً، واطلع على الكثير من الروايات، وأمضى الكثير من عمره في القراءة والاستطلاع، وفي البدايات قبيل إصدار أول رواياته واجه صعوبات منها إيجاد دار نشر تحتويه وهذا الذي لم يتوفر له، وفي وقت لاحق أصدر أول رواياته بعنوان (خوف سنة 2015)، ثم أصدر ما يقارب عشر روايات في ثلاثة أعوام. وقد ذكر عن رواية خوف «أنها لم تكن معدة للنشر وإنما كانت عبارة عن مذكرات للكاتب أو سيرة شبه ذاتية له شخصيًا وأن بعض أجزائها كانت جزءًا لما مر به» وأعقب ذلك «أنت لا تستطيع نشر مذكراتك وإنما تستطيع نشر رواية مبنية على مذكراتك»، وقد نشر روايته الأولى «خوف» على نفقته الخاصة، وأصدر ما يقارب الألف نسخة فقط، لتصنع اسمه روائياً، وصدر من الرواية 150 ألف نسخة تقريبًا.
أكمل مسيرته في عالم الفانتازيا الغامضة والمخيفة فأصدر بعدها في نفس السنة رواية «بساتين عربتسان»، عاد في هذه الرواية لعصر ما قبل الإسلام واتبع فيها طابع الفانتازيا الغامضة، ومما دفعه للرجوع لأحداث وزمن كهذا هو حبه وشغفه بالحضارة العربية مقررًا خوض هذه التجربة. وألحقها بخمس أجزاء، فتبدأ السلسلة بكتاب «بساتين عربستان» ثم الجزء الثاني «عصبة الشياطين» في عام 2016، فيتبعه بذلك في نفس العام الجزء الثالث «رياح هجر»  لينهي الأحداث الأولى، وتبدأ أحداث وزمن وشخصيات جديدة بعضها متصل بماضي الأحداث الأولى في الجزء الرابع «العرجاء» 2018، ويبدأ الجزء الخامس «الساحرة الهجينة» 2020، ليربط جميع الأجزاء ويتحدث عن بعض القصص المرتبطة ببعضها البعض أيضًا. وصدر الجزء السادس وهو «عرين الأسد» في سنة 2021، لذا؛ سميت الثلاث الأجزاء الأخيرة من السلسلة بـ«ثلاثية العرجاء».

## الفكر الكتابي والروائي
فيما يتعلق بخصائصه الكتابية والحوارية أحب «المِسّلِم» عالم البحار الغامض والذي كان بالنسبة له أرض خصبة للكتابة والتعبير قدر الإمكان عن خياله ورفع سقف الحرية قدر المستطاع، وحبه أيضًا لأساطير حوريات البحر وكل ما يخفيه هذا العالم، وفي أحد بحوثه التي كان يجريها عن عالم البحار واكتشافه لخفاياه التي أثارت رغبته لاستغلال تلك الأرض الخصبة للكتابة، فقرر بعدها إصدار سلسلة «ملحمة البحور السبعة» في عام 2017، ليتبعها بعد ذلك بخمسة أجزاء، وتضمنت هذه السلسلة رواية «لج»، ثم رواية «ملكة الغرانيق»، ثم رواية «ثورة الحور» 2018، ثم رواية «صراع الملكات» 2019. وبعدها رواية «فجر السايرينات» 2021
وقد خاض ولأول مرة تجربة القصص القصيرة بسلسلة «صخب الخسيف» وهي مجموعة قصصية قصيرة أصدرها في عام 2016 بثلاث أجزاء، اتبع في جميعها نمط الرعب والغموض والنهايات المبتورة؛ لذا فقد سماها البعض بـ«سلسلة الخوف»؛ لأحداثها المرعبة في السرد وتسلسل الأحداث السريع، «وهذا النوع من الروايات هو الأصعب لأنه؛ يتطلب من الكاتب إنهاء قصة كاملة بكل أحداثها في صفحة أو اثنتين مع الاستمرار في أسلوب التشويق وربط الأحداث المستمر» كما صرح الكاتب، وفي نفس عام 2017 أصدر رواية «وهج البنفسج».
وبعدها في 2019 أصدر رواية «الدوائر الخمس» والتي ترتبط ارتباطًا شديدًا بسلسلة «بساتين عربستان»، وتحدثت في بعض أجزائها عن القصص التي حدثت في السلسلة منذ زمن ما قبل الإسلام لتصل بأحداثها لأبطال الرواية في قرنهم الـ20، فخلال هذه الرواية يكمن الترابط بين السلسلة السابقة ورواية «الدوائر الخمس» وكأنها تبعث شعور بأن هذه الشخوص مازالت حية، حيث اتبع الكاتب في هذه الرواية أسلوب الربط والصدفة التي صنعت شخصيات الرواية.

## ميزات كتاباته
تميزت كتاباته بالقوة البلاغية وبأسلوب «السهل الممتنع» في طريقة سرد الأحداث على الطريقة السينمائية حيث أن كل مشاعر الشخصية يكون قد وصفها بشكل دقيق، الشيء الذي يجعل القارئ يتخيل ويُجَسد الشخصية في ذهنهِ، وقد أعطى كل شخصية طابعاً خاصاً من خُلّقِهِم وخِلّقَتَهُم ومَلّبَسِهُم. وقد اتبع تقريبًا في جميع روايته «سرد الأحداث المتقطع» أي أنه يتنقل من قصة لقصة وشخصية لأخرى بتراتيب مختلفة على سياق الأحداث مما يُحَتم على القارئ أن يصب تركيزه وفهمه على الأحداث وأسماء الشخصيات بالتحديد لأن؛ أسماء الشخصيات تميزت بالغرابة فيصعب على المرء التمسك بها وتذكرها مالم يكون ذا تركيز جيد.

## قائمة المؤلفات
منذ نشاطه الأول في سنة 2015 وحتى الآن صدر له ما يقارب 26 رواية ضمن أربع سلاسل، وقدم رواية واحدة مشتركة بعنوان «مخطوطات مدفونة» بمشاركة الكاتب «عبد الوهاب السيد الرفاعي». وثلاث من الروايات مترجمة للإنجليزية هي: الجزء الأول من رواية «خوف»، وجزِأين من سلسلة روايات «بساتين عربتسان».

### سلسلة خـوف
| سلسلة خـوف | سلسلة خـوف  | سلسلة خـوف | سلسلة خـوف | سلسلة خـوف     | سلسلة خـوف        | سلسلة خـوف |
| جزء        | اسم الرواية | الصفحات    | الغلاف     | سنة الإصدار    | دار النشر         | مرجع       |
| ---------- | ----------- | ---------- | ---------- | -------------- | ----------------- | ---------- |
| 1          | خـوف        | 302 صفحة   |            | 1 يناير 2015   | مركز الأدب العربي | [ 18 ]     |
| 2          | خـوف ٢      | 312 صفحة   |            | 5 مارس 2018    | مركز الأدب العربي | -          |
| 3          | خـوف ٣      | 319 صفحة   |            | 30 سبتمبر 2022 | مركز الأدب العربي | [ 20 ]     |

### سلسلة بساتين عربستان
بساتين عربستان سلسلة روائية صدر منها أول أجزء في سنة 2015 وتعتبر أول سلسلة يكتبها «المسلم» ويذكر أن السلسلة شائعة ولازلت رواياتها في قائمة الكتب الأكثر مبيعًا في دول الخليج العربية ودول الوطن العربي، وأيضًا الأكثر مبيعًا في حفل التدشين ومعارض الكتاب كونها سلسلة ذات طابع فانتازي رعب وخيالي.
تعتبر السلسلة ملحمة حدثت في أيام الجاهلية قبل الإسلام حول قصة حرب وثأر بين امرأة فارسية تدعى أفسار وامرأة عربية تدعى دعجاء اللتان يجندان مجموعة من الساحرات لتبدأ الحرب بينهم. السلسلة مكونة من قسمين كل قسم يتضمن ثلاث أجزاء من الرواية، ومن المتوقع إنهاء السلسلة بصدور الجزء السادس منها بعنوان «عرين الأسد».
| سلسلة بساتين عربستان — الثلاثية الأولى                   | سلسلة بساتين عربستان — الثلاثية الأولى | سلسلة بساتين عربستان — الثلاثية الأولى | سلسلة بساتين عربستان — الثلاثية الأولى | سلسلة بساتين عربستان — الثلاثية الأولى | سلسلة بساتين عربستان — الثلاثية الأولى | سلسلة بساتين عربستان — الثلاثية الأولى |
| جزء                                                      | اسم الرواية                            | الصفحات                                | الغلاف                                 | سنة الإصدار                            | دار النشر                              | مرجع                                   |
| -------------------------------------------------------- | -------------------------------------- | -------------------------------------- | -------------------------------------- | -------------------------------------- | -------------------------------------- | -------------------------------------- |
| 1                                                        | بساتين عربستان                         | 535 صفحة                               |                                        | 8 مارس 2015                            | دار الأدب العربي                       | [ 22 ]                                 |
| 2                                                        | عصبة الشياطين                          | 512 صفحة                               |                                        | 21 فبراير 2016                         | دار الأدب العربي                       | [ 23 ]                                 |
| 3                                                        | رياح هجر                               | 573 صفحة                               |                                        | 14 أغسطس 2016                          | دار الأدب العربي                       | [ 24 ]                                 |
| سلسلة بساتين عربستان — الثلاثية الثانية (ثلاثية العرجاء) |                                        |                                        |                                        |                                        |                                        |                                        |
| 4                                                        | العرجاء                                | 512 صفحة                               |                                        | 1 نوفمبر 2018                          | دار الأدب العربي                       | [ 25 ]                                 |
| 5                                                        | الساحرة الهجينة                        | 528 صفحة                               |                                        | 21 فبراير 2020                         | دار الأدب العربي                       | [ 26 ]                                 |
| 6                                                        | عرين الأسد                             | 655 صفحة                               | ــ                                     | 2021                                   | دار الأدب العربي                       | [ 27 ]                                 |

### [28]سلسلة ملحمة البحور السبعة
ملحمة البحور السبعة هي سلسلة روائية صدر منها خمس إصدارات منذ 2017 حتى الآن، وتصدرت الأجزاء قائمة الكتب الأكثر مبيعًا في معظم دول الخليج العربية. تدور أحداث السلسلة في عالم البحور حول أميرة البحور السبعة لج التي تحاول حكم البحور السبعة بأي طريقة كانت.
| سلسلة ملحمة البحور السبعة — قصص قصيرة مخيفة | سلسلة ملحمة البحور السبعة — قصص قصيرة مخيفة | سلسلة ملحمة البحور السبعة — قصص قصيرة مخيفة | سلسلة ملحمة البحور السبعة — قصص قصيرة مخيفة | سلسلة ملحمة البحور السبعة — قصص قصيرة مخيفة | سلسلة ملحمة البحور السبعة — قصص قصيرة مخيفة | سلسلة ملحمة البحور السبعة — قصص قصيرة مخيفة |
| جزء                                         | اسم الرواية                                 | الصفحات                                     | الغلاف                                      | سنة الإصدار                                 | دار النشر                                   | مرجع                                        |
| ------------------------------------------- | ------------------------------------------- | ------------------------------------------- | ------------------------------------------- | ------------------------------------------- | ------------------------------------------- | ------------------------------------------- |
| 1                                           | لــج                                        | 512 صفحة                                    |                                             | 5 مارس 2017                                 | مركز الأدب العربي                           | [ 30 ]                                      |
| 2                                           | ملكة الغرانيق                               | 512 صفحة                                    |                                             | 5 أغسطس 2017                                | مركز الأدب العربي                           | [ 31 ]                                      |
| 3                                           | ثورة الحور                                  | 504 صفحة                                    |                                             | 1 يونيو 2018                                | مركز الأدب العربي                           | [ 32 ]                                      |
| 4                                           | صراع الملكات                                | 535 صفحة                                    |                                             | 1 أغسطس 2019                                | مركز الأدب العربي                           | [ 33 ]                                      |
| 5                                           | فجر السايرينات                              | 503 صفحة                                    |                                             | 2021                                        | مركز الأدب العربي                           | [ 28 ]                                      |

### ثلاثية صخب الخسيف
الرواية مكون من مجموعة قصص قصيرة مخيفة، وهي التجربة الأولى له في كتابة القصص القصيرة وتميزت بأنها ذات نهايات مفتوحة مما يكسبها إحساس أكثر بالغموض، حيث أن موضوع القصص بشكل عام على العالم الآخر، وما يكتنفه من ألغاز لا نعرفها نحن البشر، لذلك استغل الكاتب هذه النقطة وبناءًا عليه سرد الأحداث الخاصة بكل قصة، وصدر منها حتى الآن 3 أجزاء فقط.
| رباعية صخب الخسيف — قصص قصيرة مخيفة | رباعية صخب الخسيف — قصص قصيرة مخيفة | رباعية صخب الخسيف — قصص قصيرة مخيفة | رباعية صخب الخسيف — قصص قصيرة مخيفة | رباعية صخب الخسيف — قصص قصيرة مخيفة | رباعية صخب الخسيف — قصص قصيرة مخيفة | رباعية صخب الخسيف — قصص قصيرة مخيفة |
| جزء                                 | اسم الرواية                         | الصفحات                             | الغلاف                              | سنة الإصدار                         | دار النشر                           | مرجع                                |
| ----------------------------------- | ----------------------------------- | ----------------------------------- | ----------------------------------- | ----------------------------------- | ----------------------------------- | ----------------------------------- |
| 1                                   | صخب الخسيف                          | 447 صفحة                            |                                     | 4 فبراير 2016                       | نوفا بلس، مركز الأدب العربي         | [ 34 ]                              |
| 2                                   | صخب الخسيف                          | 430 صفحة                            |                                     | 5 نوفمبر 2017                       | مركز الأدب العربي                   | [ 35 ]                              |
| 3                                   | صخب الخسيف                          | 528 صفحة                            |                                     | 23 فبراير 2019                      | مركز الأدب العربي                   | [ 36 ]                              |

### روايات فردية
| روايات فردية | روايات فردية    | روايات فردية | روايات فردية | روايات فردية    | روايات فردية            | روايات فردية |
| جزء          | اسم الرواية     | الصفحات      | الغلاف       | سنة الإصدار     | دار النشر               | مرجع         |
| ------------ | --------------- | ------------ | ------------ | --------------- | ----------------------- | ------------ |
| 1            | وهج البنفسج     | 304 صفحة     |              | 26 أبريل 2017   | مداد للنشر والتوزيع     | [ 37 ]       |
| 2            | وهج البنفسج 2   | 424 صفحة     |              | 01 يناير 2020   | مركز الأدب العربي       |              |
| 3            | الدوائر الخمس   | 352 صفحة     |              | 2 نوفمبر 2019   | مركز الأدب العربي       | [ 38 ]       |
| 4            | مخطوطات مدفونة  | 335 صفحة     |              | 14 سبتمبر 2017  | نوفا بلس للنشر والتوزيع | [ 39 ]       |
| 5            | أجيج            | 119 صفحة     |              | 2021            | مركز الأدب العربي       |              |
| 6            | سعد الدباس      | 111 صفحة     |              | 2021            | مركز الأدب العربي       |              |
| 7            | أرض القرابين    | 119 صفحة     |              | 2021            | مركز الأدب العربي       |              |
| 8            | شبكة العنكبوت   | 119 صفحة     |              | 2021            | مركز الأدب العربي       |              |
| 9            | جحيم العابرين   | 111 صفحة     |              | 2021            | مركز الأدب العربي       |              |
| 10           | هذا ما حدث معي  | 447 صفحة     |              | 2021            | مركز الأدب العربي       |              |
| 11           | ليلة ماطرة      | 160 صفحة     |              | 2023            | مركز الأدب العربي       |              |
| 12           | النداء          | 144 صفحة     |              | 2023 (4 سبتمبر) | مركز الأدب العربي       |              |
| 13           | الوليمة         | 247 صفحة     |              | 2023            | مركز الأدب العربي       |              |
| 14           | الغيهب          | 192 صفحة     |              | 2023            | مركز الأدب العربي       |              |
| 15           | الانتهازي       | 208 صفحة     |              | 2023            | مركز الأدب العربي       |              |
| 16           | هذا ما حدث معها | 430 صفحة     |              | 2025            | مركز الأدب العربي       |              |

## استقبال أعماله
تُعدّ كتابات الكاتب السعودي أسامة المسلم من أبرز الأعمال في أدب الفانتازيا والتشويق، حيث تستقطب شريحة واسعة من القراء العرب، خاصةً في فئة الشباب، يُستضاف أسامة المسلم في العديد من الصالونات الثقافية والأدبية العربية، حيث يلتقي بجمهوره لمناقشة أعماله والتفاعل معهم حول الأدب العربي الحديث والتحديات المرتبطة به.
شهدت حفلات توقيع كتبه في بعض العواصم العربية، إقبالاً جماهيرياً ملحوظاً، وأحياناً تدافعاً من قبل المعجبين الذين يسعون للقاء الكاتب والحصول على توقيعه. تعكس هذه الحشود الشعبية مدى تأثير كتبه واهتمام الجمهور العربي بأعماله الأدبية. مثل ما جرى في معرض الرباط الدولي للكتاب عام 2024م وفي معرض القاهرة للكتاب و في الصالون الدولي للكتاب بالجزائر.

## الجوائز
فاز بجائزة «الأدب» من مبادرة الجوائز الثقافية الوطنية في دورتها الرابعة 2024.